# Niels Sindal
Niels Sindal (født 29. april 1950 på Ærø) er en dansk politiker fra Socialdemokratiet. Han var medlem af Ærøskøbing Kommunalbestyrelse 1986-1994, medlem af Europa-Parlamentet 1994-1999 og medlem af Folketinget 2001-2011.

## Uddannelse og erhverv
Sindal er student fra Vestre Borgerdyd Gymnasium 1970[kilde mangler] og har bifag i legemsøvelser fra Odense Universitet 1974.[kilde mangler] Han blev fysioterapeut 1976.
Han var konsulent på Odense Stålskibsværft til 1978 og afdelingsleder i Fyns Amts Sygehusvæsen til 1993.[kilde mangler]

## Politisk karriere
Fra 1986 til 1994 var Sindal af medlem af kommunalbestyrelsen i Ærøskøbing Kommune hvor han var formand for socialudvalget og viceborgmester.
Han blev valgt til Europa-Parlamentet ved Europa-Parlarlamentsvalget 1994 med 13.021 personlige stemmer, og var medlem af parlamentet i perioden 19. juli 1994 til 19. juli 1999.
I 1999 blev han folketingskandidat for Socialdemokratiet i Nyborgkredsen og var medlem af Folketinget fra 20. november 2001 til 15. september 2011. I 2005 blev han Socialdemokraternes erhvervsordfører efter Jan Trøjborg som forlod Folketinget for at blive borgmester i Horsens Kommune. Han blev formand for den danske delegation ved Nordisk Råd i 2007. Han genopstillede ikke ved folketingsvalget 2011.